# Krásny Brod
Krásny Brod je obec na Slovensku v okrese Medzilaborce. Žije zde 467 obyvatel.

## Poloha
Obec leží ve východní části Prešovského kraje, v údolí řeky Laborec mezi Ondavskou vrchovinou a Východními Karpatami. Okresní město Medzilaborce je vzdáleno asi 3 km na sever.

## Pamětihodnosti
- V blízkosti vesnice se nacházejí ruiny Monastýru Sestoupení Ducha svatého ze 14. století. Šlo o svatyni řeckokatolické církve, která je v regionu tradiční větví křesťanství. Monastýr byl těžce poškozen při bojích během 1. světové války a již nikdy nebyl plně obnoven. Jen několik desítek metrů od něj však vznikl monastýr nový, vysvěcený roku 2002. Jde o turisty hojně navštěvovanou lokalitu a poutní místo.

- V blízkosti zříceniny monastýru, 50 metrů východně od kaple, je válečný hřbitov z první světové války, který v minulosti měl půdorys čtverce uprostřed s latinským křížem. Na vojenském pohřebišti je 10 masových hrobů s neznámým počtem pohřbených vojáků. Je zde také 90 hrobů vojáků neznámé identity pohřbených samostatně. Celkem na hřbitově je pohřbeno přibližně 1 006 neznámých vojáků rakousko-uherské armády a carské ruské armády.

- Řeckokatolický farní chrám.
- V obci se nachází zámeček, který je chráněnou kulturní památkou; chráněn je také zámecký park.

## Galerie

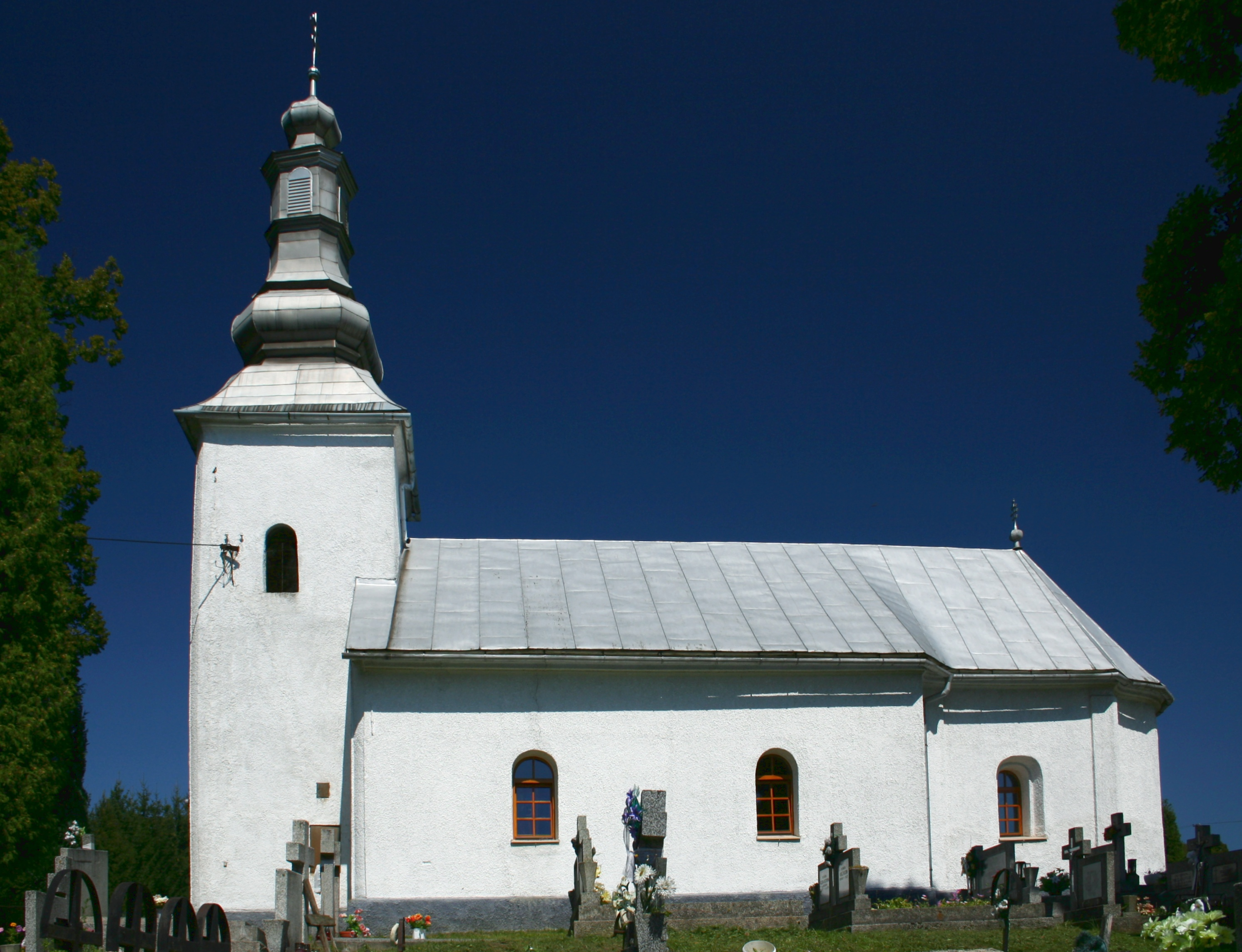
Řeckokatolický farní chrám
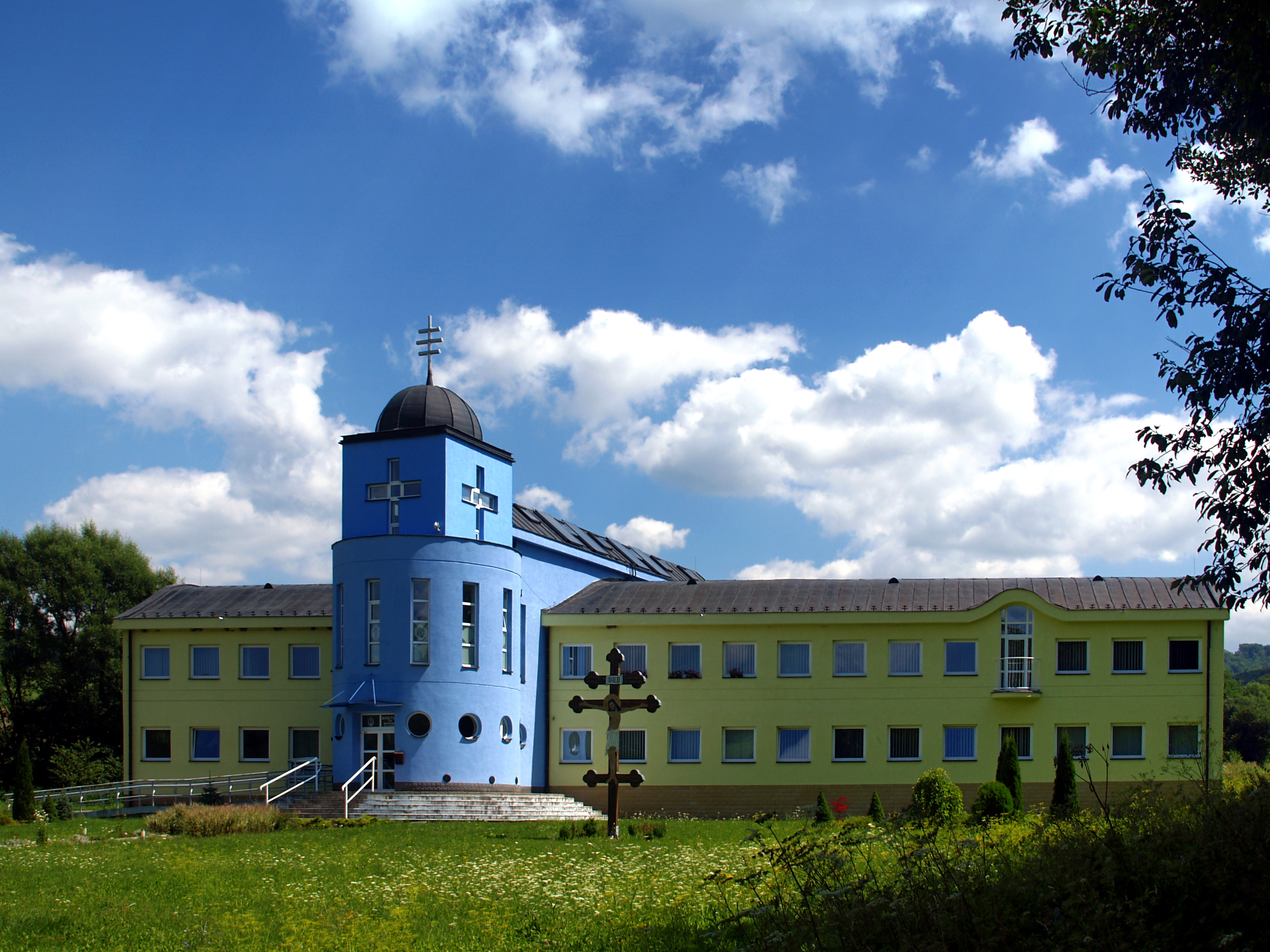
Obnovený monastýr
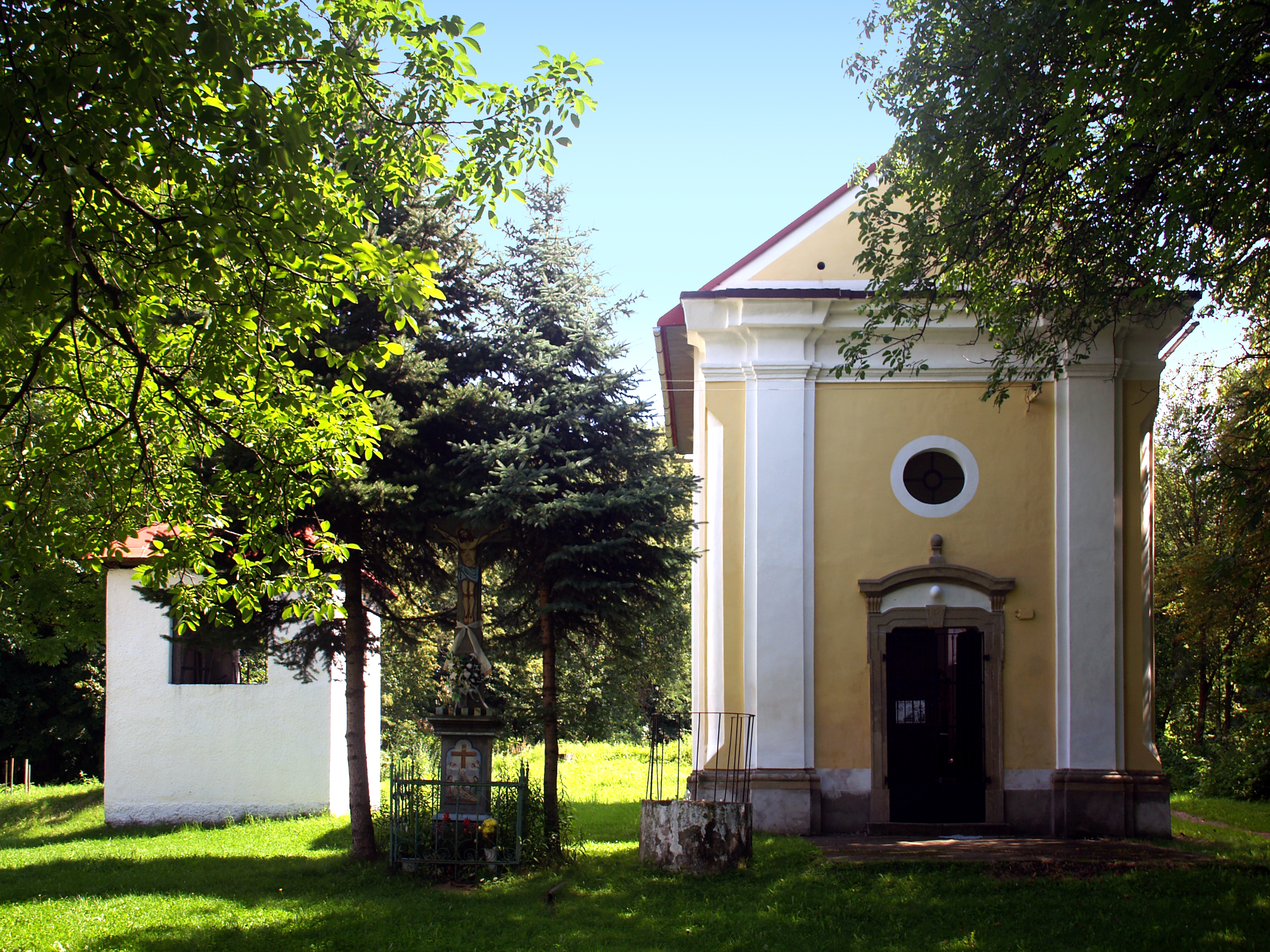
Kaple